# فلیسیا اسپنسر
فلیسیا اسپنسر (انگلیسی: Felicia Spencer؛ زادهٔ ۲۰ نوامبر ۱۹۹۰) ورزشکار هنرهای رزمی ترکیبی اهل کانادا است. وی بین سال‌های ۲۰۱۲ تا ۲۰۲۱ میلادی فعالیت می‌کرد.